# Gwynfor Evans
Pour les articles homonymes, voir Evans.
Gwynfor Evans (1er septembre 1912, Barry, dans le Vale of Glamorgan, au pays de Galles - 21 avril 2005) est un homme politique gallois, premier membre du parlement représentant le Plaid Cymru à Westminster (1966-1970 ; 1974-1979), et écrivain.

## Origine
Il a été élevé dans une famille qui parlait anglais, et n'a appris à parler le gallois qu'à l'âge adulte. Il fit ses études à l'université d'Aberystwyth, puis à Oxford où il fit des études pour devenir avocat. Il fut d'abord un grand pacifiste et un chrétien avant de devenir nationaliste gallois. Dès 1932, il occupa des responsabilités au sein du Plaid Cymru, fondé en 1925.

## La Seconde Guerre mondiale
Pendant la guerre il obtint le statut d'objecteur de conscience. Ne voulant pas devenir avocat et plaider alors que ses amis mettaient leur vie en danger, il décida de devenir agriculteur. Il devint producteur de tomates, pas loin Aberystwyth. Il commence alors  sa carrière politique en passant 4 à 5 heures par semaine à parler dans des réunions publiques, dans des halls ou sur la place des villages. 

## La ligue celtique
En 1945, il avait accueilli chez lui, Yann Fouéré, alors poursuivi pour collaboration.  En 1961, il fonde avec Alan Heusaff, Yann Fouéré, et J. E. Jones, sur l'île de Rhos au Pays de Galles, la Celtic League (Ligue celtique), mouvement dans lequel les différents partis nationalistes des régions celtiques étaient représentés. 

## Parcours politique
En 1945, il devient président du Plaid Cymru. En 1966 il devint son tout premier représentant à Westminster, ce qui constitua un événement politique majeur au Royaume-Uni tout autant qu'au Pays de Galles. Son élection sortit le Plaid Cymru de la marginalité pour l'ancrer définitivement dans la vie politique galloise. En 1974 ce parti gagna trois sièges à Westminster sous sa présidence. 

## La langue galloise
Il restera comme la figure charismatique du combat pour la reconnaissance officielle de la langue galloise, notamment à travers la création d'une chaîne de télévision (Sianel Pedwar Cymru en 1982). Ce combat le conduisit à tenir tête à Margaret Thatcher et, en 1982, à menacer d'entamer une grève de la faim illimitée. Il annonça cette décision peu de temps après la mort de Bobby Sands et de ses neuf compagnons irlandais au terme d'une grève de la faim que la « Dame de fer » avait laissé s'achever sur un dénouement fatal. Grâce à sa détermination, la chaîne de télévision S4C a été créée. Il fut aussi un des principaux acteurs du mouvement qui permit la création, en l'an 2000, d'une Assemblée nationale et d'un gouvernement autonomes au Pays de Galles. Il est décédé en 2005 à Pencarreg, dans le Carmarthenshire.

### Par Gwynfor Evans
- Aros mae (1971)
- Wales Can Win (1973)
- Land of my Fathers (1974}
- National Future For Wales (1975)
- Bywyd Cymro (1982)
- The Fight for Welsh Freedom {2000)
- Cymru o Hud (2001)

### Autobiographie
- Rhys Evans, Gwynfor Rhag Pob Brad (2005)